# Світіння Фермі

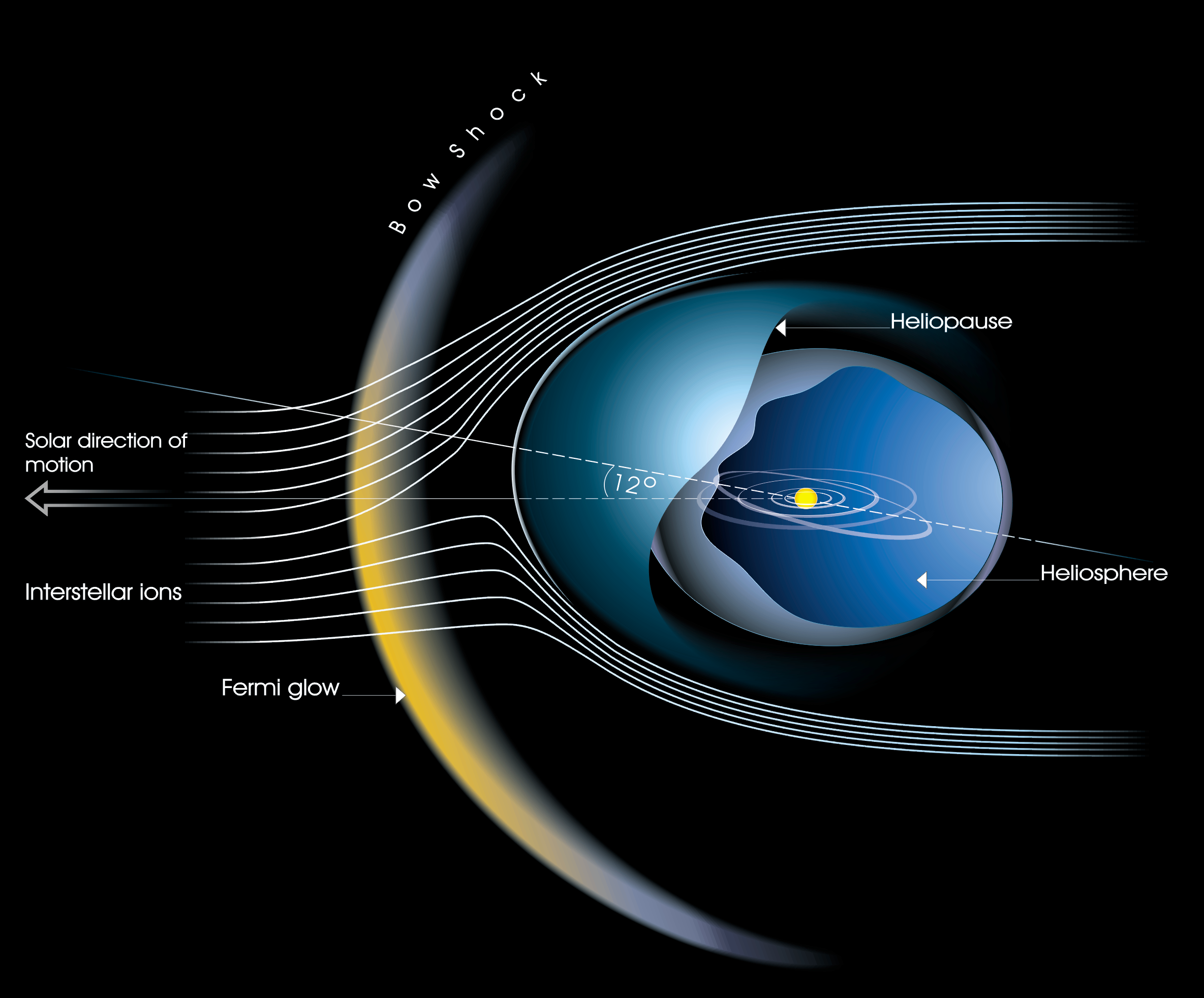
Геліосфера та її різні структури з гіпотетичним світінням Фермі.

Світіння Фермі складається з ультрафіолетових частинок, переважно водню, що походять від дугоподібної ударної хвилі на межі геліосфери, що виникає, коли світло від зір і Сонця потрапляє в область між геліопаузою та міжзоряним середовищем і зазнає прискорення Фермі, кілька разів відбиваючись у перехідній області, набираючи енергію в зіткненнях з атомами міжзоряного середовища. Перші докази світіння Фермі, а отже, й ударної хвилі були отримані за допомогою Вояджера-1 та космічного телескопа Габбл.
У 2012 році дані, зібрані супутником Interstellar Boundary Explorer та Voyager 1 і 2, показали, що Сонце не рухається через міжзоряне середовище достатньо швидко, щоб виникла ударна хвиля.